# Виленский земельный банк
Виленский земельный банк — одно из крупнейших кредитно-финансовых учреждений Северо-Западного края дореволюционной России, а в период между двумя мировыми войнами — Второй Польской республики. Правление компании размещалось в Вильнюсе.

## История

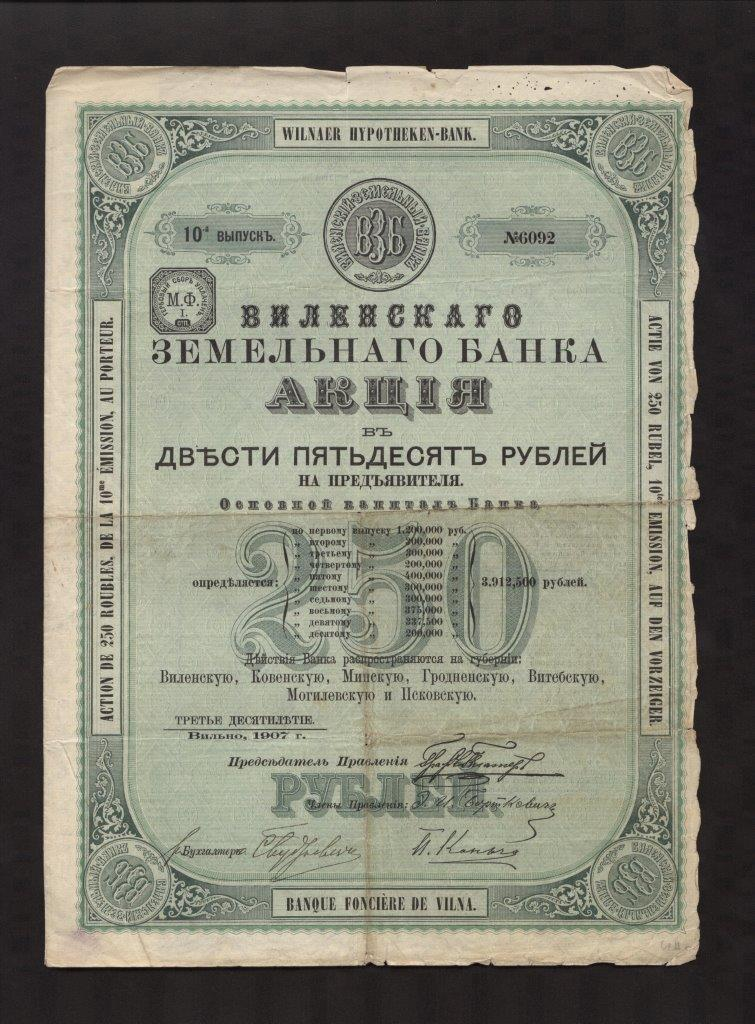
Акция в 250 руб. на предъявителя Виленского земельного банка. Вильно, 1907 г.

В период с 1871 по 1873 годы, в процессе осуществлявшегося реформирования кредитных отношений (1860—1875), в Российской империи было учреждено 11 акционерных ипотечных банков, десять из которых просуществовали вплоть до Октябрьской революции — Московский, Петербургско-Тульский, Виленский, Ярославско-Костромской, Бессарабско-Таврический, Донской, Киевский, Харьковский, Полтавский и Нижегородско-Самарский. Из них только Виленский земельный банк, после распада Империи оказавшийся на территории суверенной Польши, был упразднён в 1939 году с началом II Мировой войны. Учредителями Виленского банка в 1872 году выступили крупные местные землевладельцы: светлейший князь П. Л. Витгенштейн, графы Н. Н. Зубов, А. С. Платер и другие при активном участии петербургских банкирских домов И. Е. Гинцбурга, Л. М. Розенталя, Э. М. Мейера, а также В. Ф. Захерта, Моес и К° из Белостока.
Банк преимущественно осуществлял выдачу краткосрочных и долгосрочных (от 10 до 66 лет 9 месяцев) ссуд под земельные владения (кроме надельной крестьянской земли) и городскую недвижимость на территории Виленской, Ковенской, Минской, Гродненской, Витебской, Могилевской и Псковской губерний.
Как явствует из статьи «Вильно» энциклопедического словаря Брокгауза и Ефрона: 

Виленский земельный банк имел складочного капитала к 1 января 1890 г. 4734 тысяч рублей, в 18936 сполна оплаченных акциях. Баланс его на 31 декабря 1889 г. был 66721237 р.; баланс Виленского коммерческого банка — 2001816.
К 1914 году, году начала I мировой войны, акционерный капитал Виленского банка достиг 10,5 млн руб. Стоимость выпущенных к этому времени в обращение закладных листов составила 148,5 млн.руб. По объёму выданных ссуд банк занимал пятое место среди акционерных земельных банков империи. На 1 января 1914 года в залоге у него находилось 4,1 млн дес. земли (второе место после Нижегородско-Самарского), оцененной в 211,1 млн руб. Валовая прибыль банка в 1914 г. оценивалась в 2,4 млн руб, чистая прибыль — 1,7 млн руб. Дивиденд достигал 15,6 % (1912). Средняя биржевая цена акции в 1914 г. равнялась 581 руб.
В период между двумя мировыми войнами банк в том числе занимался выпуском залоговых векселей, которые номинировались как в злотых, так и в долларах США. В 1928—1931 годах сумма дивидендов, выплачиваемых по векселям, составляла 13,5 % от их номинальной стоимости, что по тогдашним европейским меркам являлось достаточно высоким показателем. Кроме того, Виленский земельный банк был единственным польским банком, который выплачивал дивиденды в течение всего периода мирового экономического кризиса начала 1930-х.